# 蘇聖芳
蘇聖芳(そ せいほう、1996年8月5日 - ）は、台湾の囲碁棋士。新北市出身、台湾棋院所属、三段。女子名人戦優勝など。

## 経歴
2008年、2009、2010年に全国女子囲棋オープン戦優勝。2011年初段。同年二段、黄龍士佳源杯世界女子囲棋団体選手権戦出場。2012年、穹窿山兵聖杯世界女子囲碁選手権出場。2016年三段、穹窿山兵聖杯ベスト8。2017年鈺徳杯台湾女子名人戦優勝。
2016年中国女子囲棋団体戦出場。

### 主な棋歴
- 鈺徳杯台湾女子名人戦 2017年優勝
- 穹窿山兵聖杯世界女子囲碁選手権 2016年ベスト8
- 黄龍士佳源杯世界女子囲棋団体選手権戦 2011年 1-2（×趙惠連、×唐奕、○向井千瑛）
- 華頂茶業杯世界女流囲碁団体戦 2012年 0-3（×金恵敏、×向井千瑛、×於之瑩）、2013年 1-2（○向井千瑛、×唐奕、×金美里）
- アジアインドア・マーシャルアーツゲームズ 2013年女子団体戦3位
- おかげ杯国際新鋭対抗戦 2014年女子個人戦4位、団体戦3位、2016年団体戦3位、2017、2018年団体戦4位
- 国手山脈杯国際囲棋戦 2015年ペア碁戦4位（王立誠とペア）
- 中国女子囲棋団体戦 2016年（海峰棋院）2-4